# Panzerkampfwagen E-50
Der Panzerkampfwagen E-50 war ein deutsches Panzerprojekt aus dem Zweiten Weltkrieg. Er gehörte zur E-Serie, mit der im Deutschen Reich ab etwa 1942 versucht wurde, die bisherigen Panzertypen zu ersetzen.

## Entwicklung
Etwa 1942 begannen die Entwicklungen der E-Reihe, um die bis dahin vorhandenen Panzertypen III und IV sowie die größeren Panther und Tiger zu ersetzen. Vom 5-Tonnen-Waffenträger bis zum 140 Tonnen schweren E-100 sollten diese Projekte reichen. Baugruppen sollten vereinfacht und auf mehrere Typen angewendet werden, eine Art Gleichteilestrategie sollte Kosten senken und die Wartungsfreundlichkeit erhöhen.
Den Auftrag für den E-50 hatte die Weserhütte aus Bad Oeynhausen, die neben den Adlerwerken aus Frankfurt auch den E-75 entwarf.
Nach dem Krieg flossen einige der Erkenntnisse aus den verwandten Projekten E-50 und E-75 in den französischen AMX-50, den schweizerischen Panzer 61 sowie den deutschen Leopard 1.

## Technik
Es war geplant, den etwa 50 Tonnen schweren Panzer (daher der Name E-50) mit der bekannten 8,8-cm-KwK 43 L/71 aus dem Königstiger auszurüsten. Ein neuer Drehturm mit einer 8,8-cm-KwK 43 war bei Krupp in Entwicklung. Bei Panzerung, Formgebung und Abmessungen orientierte man sich am Panther bzw. dessen zeitweilig geplanten Nachfolger Panther II. Des Weiteren hätte er sich vom E-75 nur durch die Dicke der verwendeten Panzerplatten unterschieden, mechanisch und antriebstechnisch wären beide Fahrzeuge (wie schon für Tiger II und Panther II geplant) identisch gewesen.
Der E-50 sollte, wenn möglich, mit einem 900 PS starken Motor vom Typ Maybach HL 234 ausgerüstet werden. Dieser war eine Weiterentwicklung des im Panther und Tiger eingesetzten HL 230, im E-50 sollte er jedoch mit einer Benzineinspritzung ausgerüstet werden. Dies sollte dem E-50 eine Höchstgeschwindigkeit von etwa 60 km/h auf der Straße ermöglichen.
Die Beschaffung der benötigten Panzerwannen verzögerte sich mehrmals. Auch der Versuch, die Wanne des Tiger II zu verwenden, scheiterte.